# Saint-Martin-des-Champs (Manche)
Pour les articles homonymes, voir Saint-Martin-des-Champs.
Saint-Martin-des-Champs est une ancienne commune française du département de la Manche et de la région Normandie, peuplée de 2 493 habitants, devenue le 1er janvier 2019 une commune déléguée au sein de la commune nouvelle d’Avranches.

## Géographie
| Avranches         | Saint-Senier-sous-Avranches | Saint-Senier-sous-Avranches |
| Le Val-Saint-Père | Saint-Martin-des-Champs     | Saint-Loup                  |
| Le Val-Saint-Père | Saint-Quentin-sur-le-Homme  | Saint-Loup                  |

## Toponymie
Le nom de la localité est attesté sous la forme  Sancti Martini de Campania vers 1280.
La paroisse est dédiée à Martin de Tours, également surnommé « saint Martin des Champs ».
Le gentilé est Saint-Martinais.

## Histoire
En 2018, les communes d'Avranches et de Saint-Martin-des-Champs projettent de se lier en 2019, pour fonder une commune nouvelle baptisée Avranches. Cette réflexion était engagée depuis 2016 avec dans le périmètre initial d'étude la commune voisine de Saint-Loup.
Le 1er janvier 2019, Saint-Martin intègre la commune d'Avranches créée sous le régime juridique des communes nouvelles instauré par la loi no 2010-1563 du 16 décembre 2010 de réforme des collectivités territoriales. La commune devient une commune déléguée.
La commune comprend deux zones commerciales importantes, augmentant nettement l'affluence. La zone commerciale de la Baie (direction Le Val-Saint-Père), et la zone commerciale et industrielle de l'Avenue des Rocher (direction Saint-Senier-Sous-Avranches). L'affluence de la commune est aussi apportée par le passage de l'A84, bordant la zone commerciale de la Baie.

## Politique et administration

### Liste des maires

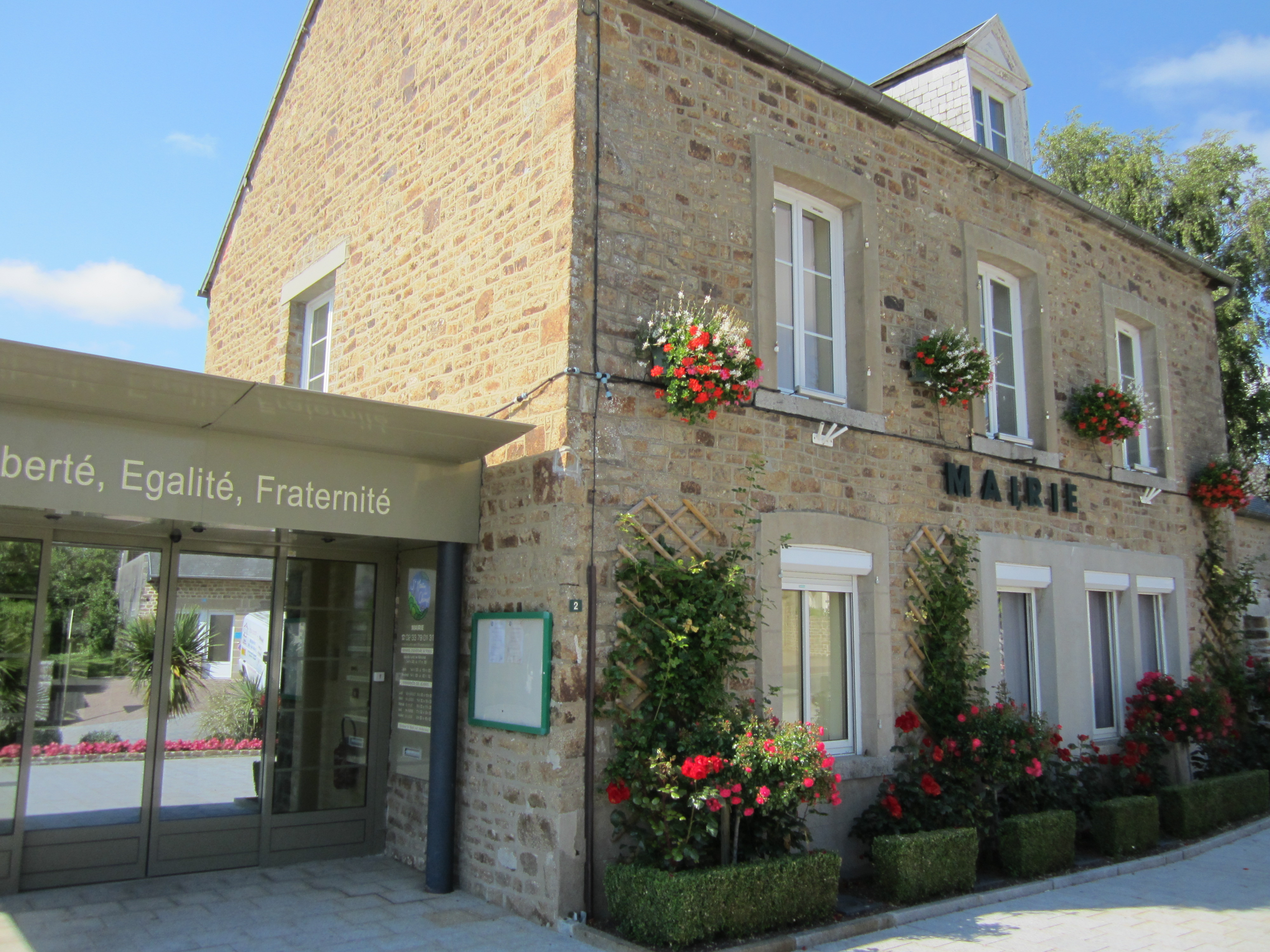
La mairie.

| Période      | Période  | Identité      | Étiquette | Qualité                                              |
| ------------ | -------- | ------------- | --------- | ---------------------------------------------------- |
| janvier 2019 | En cours | Jacques Lucas |           | Enseignant retraité Maire de Saint-Martin-des-Champs |

## Démographie
En 2022, la commune comptait 2 493 habitants. Depuis 2004, les enquêtes de recensement dans les communes de moins de 10 000 habitants ont lieu tous les cinq ans (en 2007, 2012, 2017, etc. pour Saint-Martin-des-Champs) et les chiffres de population municipale légale des autres années sont des estimations.
| 1793 | 1800 | 1806 | 1821 | 1831 | 1836 | 1841 | 1846 | 1851 |
| ---- | ---- | ---- | ---- | ---- | ---- | ---- | ---- | ---- |
| 435  | 510  | 613  | 523  | 524  | 662  | 578  | 593  | 601  |

| 1856 | 1861 | 1866 | 1872 | 1876 | 1881 | 1886 | 1891 | 1896 |
| ---- | ---- | ---- | ---- | ---- | ---- | ---- | ---- | ---- |
| 581  | 591  | 633  | 644  | 564  | 528  | 529  | 561  | 515  |

| 1901 | 1906 | 1911 | 1921 | 1926 | 1931 | 1936 | 1946 | 1954 |
| ---- | ---- | ---- | ---- | ---- | ---- | ---- | ---- | ---- |
| 510  | 496  | 482  | 440  | 453  | 442  | 442  | 472  | 444  |

| 1962 | 1968 | 1975  | 1982  | 1990  | 1999  | 2007  | 2011  | 2016  |
| ---- | ---- | ----- | ----- | ----- | ----- | ----- | ----- | ----- |
| 493  | 675  | 1 109 | 1 388 | 1 752 | 2 094 | 2 191 | 2 245 | 2 349 |

| 2019  | - | - | - | - | - | - | - | - |
| ----- | - | - | - | - | - | - | - | - |
| 2 348 | - | - | - | - | - | - | - | - |

## Lieux et monuments
- Église Saint-Martin, rue de la Baie, du XIXe siècle. Richard de Subligny (XIIe siècle), évêque d'Avranches, l'un des fondateurs de l'abbaye de La Lucerne, donna l'église au chapitre d'Avranches[14]. Elle abrite un bas-relief le reniement de saint Pierre du XVIIIe, une poutre de gloire du XVIIe, une statue Vierge à l'Enfant du XVIIIe, les tableaux Vierge à l'Enfant du XVIIe et christ portant sa croix du XIXe, une verrière commémorative de la Première Guerre mondiale signée Mazuet[14].
- Croix de cimetière du XIXe siècle et croix de consécration.
- Le carmel, boulevard du Luxembourg.
- Château de Baffé (XIXe siècle).
- Château du Quesnoy détruit à la Révolution et reconstruit au XIXe siècle[14]. En 1792, Jean-Jacques du Quesnoy (1740-1796), marquis du Quesnoy, seigneur de Saint-Martin-des-Champs, colonel de Dragons, émigra dans l'armée de Condé et mourut en 1794 à Bruxelles. En 1790, il fut le premier maire de Saint-Martin-des-Champs[14].
- Bois Maurice.
- Vallée de la Bourdonnière (zone naturelle, aménagée).

## Bâtiments publics
- Mairie.
- École Camille Claudel.
- Collège la Chaussonnière.

## Activité et manifestations

### Sports
L'Union sportive de Saint-Martin-des-Champs fait évoluer deux équipes de football en divisions de district.
Le Rugby Club Saint-Martin-Avranches (RCSMA).